# Уркан (Еврейская автономная область)
Уркан — упразднённое село в Ленинском районе Еврейской автономной области России. На момент упразднения входило в состав Новотроицкого сельсовета. Исключено из учётных данных в 1968 году.

## География
Село располагалось на правом берегу реки Биджан, восточнее горы Уркан, на расстоянии около 17 км к северу от села Новотроицкое.

## История
Возникло во 2-й половине XIX века, как староверческий хутор. По данным на 1929 год хутор Новый Уркан состоял из 5 хозяйств, в административном отношении входил в состав Биджанского сельсовета Екатерино-Никольского района Амурского округа Дальневосточного края.
В 1930-е годы на хуторе организован колхоз «Красный Флот». В 1935 году образован Урканский сельсовет с центром в селе Уркан, куда также вошли хутор Козулина (Козулиха) и село Успеновка. В 1939 году село состояло из 12 хозяйств и входило в состав Ленинского района.
В 1953 году сельсовет упразднён, его территория включена в состав Новотроицкого сельсовета; колхоз «Красный Флот» присоединен к колхозу «Красный Маяк».
Решением Хабаровского крайисполкома от 3 октября 1968 г. № 526 село Уркан исключено из учётных данных в связи с выездом всех жителей.

## Население
По данным переписи 1926 года на хуторе проживал 21 человек (14 мужчин и 7 женщин), основное население — русские.
По данным на 1964 год в селе отсутствовало постоянное население.